# 진보당 (브라질)
진보당(進步黨, 브라질 포르투갈어: Partido Progressista)은 우익 정당으로 브라질에서 극우군사독재정권이 붕괴된 이후 국민개조동맹당의 잔당이 세웠다.